# Vin Mariani

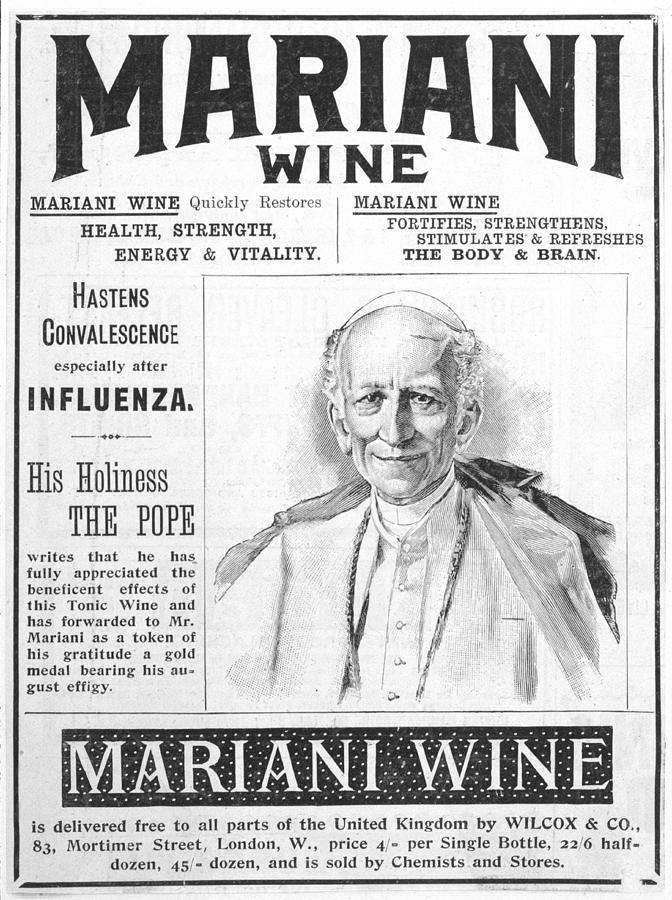
Publicidad del vin Mariani.

Vin Mariani, o Vino Mariani, era una bebida que contenía vino de Burdeos y extractos de hoja de coca. Fue creada en 1863 por Angelo Mariani (inspirado por el "elixir de coca Lorini" creado en 1860), quien la promovía atribuyéndole una gran cantidad de propiedades terapéuticas. La bebida gozó de gran popularidad entre artistas e intelectuales europeos de la época. Los papas Pío X y León XIII fueron especialmente entusiastas del tónico.

## Acción farmacológica
La mezcla de alcohol etílico y cocaína que contenía la bebida producía un efecto estimulador del sistema nervioso central similar al de la cocaína sola, pero que se veía potenciado por la generación en el hígado de un tercer compuesto llamado etilencoca, producto de la reacción entre un metabolito de la cocaína y el etanol.